# Força Aèria russa

Cocarde

La Força Aèria de Rússia (en rus: Военно-Воздушные Силы России, transliterat; Voyenno-Vozdushnye Sily Rossii) és la branca aèria de les Forces Armades de Rússia.

## Radars
Aquesta branca de les forces armades a càrrec del nou radar construït a Vorónezh, destinat per detectar objectius amb un rang màxim de 4.500 quilòmetres.

## Inventari actual
El següent llistat de les quantitats d'aeronaus està basat en Warfare.ru. Les Forces Aèries de Rússia operen al voltant de 3.000 o més aeronaus de tots els tipus. Això inclou 1.205 caces, 164 bombarders estratègics i 301 helicòpters d'atac posicionant-ho com la segona Força Aèria més gran del món darrere de la Força Aèria dels Estats Units i per davant de la Força Aèria de la República Popular Xina.
| Aeronau                              | Fotografia   | Origen                    | Tipus                                    | Versió                  | Nombre en actiu                     | Comentaris                                                                      |
| Avió de caça                         | Avió de caça | Avió de caça              | Avió de caça                             | Avió de caça            | Avió de caça                        | Avió de caça                                                                    |
| ------------------------------------ | ------------ | ------------------------- | ---------------------------------------- | ----------------------- | ----------------------------------- | ------------------------------------------------------------------------------- |
| Sukhoi Su-27                         |              | Unió Soviètica            | Caça de superioritat aèria               | Su-27                   | 449                                 |                                                                                 |
| Sukhoi Su-57                         |              | Rússia                    | Caça de superioritat aèria               | Su-57                   | 10                                  | En desenvolupament, es preveu construir 250 avions cap al 2020                  |
| Sukhoi Su-30                         |              | Rusia                     | Caça polivalent                          | Su-30                   | 9                                   | Seran adquirits 200 avions cap al 2020                                          |
| Sukhoi Su-35                         |              | Rússia                    | Caça de superioritat aèria               | Su-35                   | 34                                  | 250 les primers unitats s'entregaran a finals de 2010                           |
| Mikoyan MiG-29                       |              | Unió Soviètica            | Caça polivalent                          | MiG-29                  | 700 (inclou versions modernitzades) |                                                                                 |
| Mikoyan MiG-31                       |              | Unió Soviètica            | Interceptor                              | MiG-31                  | 386                                 |                                                                                 |
| Sukhoi Su-34                         |              | Rússia                    | Caça bombarder                           | Su-34                   | 33                                  | 103 encara no s'han entregat                                                    |
| Sukhoi Su-24                         |              | Unió Soviètica            | Avió d'atac a terra                      | Su-24M /Su-24M2         | 194 M + 30 M2                       | 120+ en reserva.                                                                |
| Sukhoi Su-25                         |              | Unió Soviètica            | Avió d'atac a terra i suport aeri proper | Su-25UB / Su-25SM       | 245 UB + 56 SM                      | 80 a l'espera d'actualització a la versió Su-25SM (18 Su-25SM ja actualitzats). |
| Caces totals                         | ~1.858       |                           |                                          |                         |                                     |                                                                                 |
| Bombarders                           |              |                           |                                          |                         |                                     |                                                                                 |
| Tupolev Tu-22M                       |              | Unió Soviètica            | Bombarder estratègic                     | Tu-22M3                 | 75                                  | 9 en reserva.                                                                   |
| Tupolev Tu-95                        |              | Unió Soviètica            | Bombarder estratègic                     | Tu-95SM                 | 64                                  | [ 10 ]                                                                          |
| Tupolev Tu-160                       |              | Unió Soviètica            | Bombarder estratègic                     | Tu-160                  | 16                                  | [ 11 ]                                                                          |
| Total de bombarders                  | 164          |                           |                                          |                         |                                     |                                                                                 |
| Avió d'entrenament                   |              |                           |                                          |                         |                                     |                                                                                 |
| Yakovlev Yak-130                     |              | Rússia                    | Entrenador                               | Yak-130                 | 20                                  | 200 en comanda                                                                  |
| Aero L-39 Albatros                   |              | Txecoslovàquia            | Entrenador                               | L-39                    | ~336                                | [ cal citació ]                                                                 |
| Total d'avions d'entrenament         | ~344         |                           |                                          |                         |                                     |                                                                                 |
| Aeronaus de transport                |              |                           |                                          |                         |                                     |                                                                                 |
| Ilyushin Il-76                       |              | Unió Soviètica            | Transport                                | IL-76MD                 | 68                                  | [ 14 ]                                                                          |
| Antonov An-12                        |              | Unió Soviètica            | Transport                                | An-12                   | 126                                 | [ 15 ]                                                                          |
| Antonov An-32                        |              | Unió Soviètica            | Transport                                | An-32                   | 50                                  | [ 16 ]                                                                          |
| Antonov An-124                       |              | Unió Soviètica            | Transport                                | An-124An-124-150        | 111                                 | [ 17 ]                                                                          |
| Comandament i control                |              |                           |                                          |                         |                                     |                                                                                 |
| Ilyushin Il-80                       |              | Rússia                    | Avió de comandament                      | Il-80                   | 4                                   | [ cal citació ]                                                                 |
| Tupolev Tu-214                       | Rússia       | Avió de comandament / VIP | Tu-214-100                               | 2                       | 6 en comanda                        |                                                                                 |
| Total d'avions de comandament        | 6            |                           |                                          |                         |                                     |                                                                                 |
| Abastament en vol                    |              |                           |                                          |                         |                                     |                                                                                 |
| Ilyushin Il-78                       |              | Unió Soviètica            | Avió cisterna                            | IL-78                   | 18                                  | [ 14 ]                                                                          |
| Total d'avions cisterna              | 18           |                           |                                          |                         |                                     |                                                                                 |
| Reconeixement aeri                   |              |                           |                                          |                         |                                     |                                                                                 |
| Beriev A-50                          |              | Unió Soviètica            | Alerta i control aerotransportat         | Beriev A-50Beriev A-50U | 112                                 | 8 en reserva                                                                    |
| Total d'avions de reconeixement aeri | 19           |                           |                                          |                         |                                     |                                                                                 |
| Drons                                |              |                           |                                          |                         |                                     |                                                                                 |
| Yakovlev Pchela                      |              | Rússia                    | Dron o vehicle aeri no tripulat          | PCHELA-1T               | 13                                  | [ 20 ]                                                                          |
| REIS-D                               | Rússia       | Dron                      | REIS-D                                   | 24                      | [ 21 ]                              |                                                                                 |
| IAI Searcher                         |              | Israel                    | Dron                                     | Searcher 2              | 12                                  | 36 drons cancel·lats                                                            |
| Total de drons                       | 49           |                           |                                          |                         |                                     |                                                                                 |
| Helicòpters d'atac                   |              |                           |                                          |                         |                                     |                                                                                 |
| Kamov Ka-52                          |              | Rússia                    | Helicòpter d'atac                        | Ka-52                   | 12                                  | Utilitzat per les Forces Especials                                              |
| Mil Mi-24                            |              | Unió Soviètica            | Helicòpter d'atac                        | Mi-24VMi-24PN           | 252 28                              | En 2015 seran reemplaçats per Mi-28                                             |
| Mil Mi-28                            |              | Rússia                    | Helicòpter d'atac                        | Mi-28N                  | 46                                  | Es preveuen fins a 325 el 2015                                                  |
| Total helicòpters d'atac             | 345          |                           |                                          |                         |                                     |                                                                                 |
| Helicòpters de transport             |              |                           |                                          |                         |                                     |                                                                                 |
| Mil Mi-8                             |              | Unió Soviètica            | Helicòpter de transport                  | Mi-8Mi-8MTV-5Mi-8AMTSh  | 325 1232                            | (35 més sota el control de l'Armada)                                            |
| Mil Mi-26                            |              | Unió Soviètica            | Helicòpter de transport                  | Mil Mi-26               | 30                                  |                                                                                 |
| Kamov Ka-226                         |              | Rússia                    | Helicòpter de transport                  | Ka-226T                 | 3                                   | 96 pedidos                                                                      |
| Total helicòpters de transport       | 353          |                           |                                          |                         |                                     |                                                                                 |
| Helicòpters d'entrenament            |              |                           |                                          |                         |                                     |                                                                                 |
| Kazan Ansat                          |              | Rusia                     | Helicòpter d'entrenament                 | Ansat-U                 | 15                                  | Les forces aèries disposen només de la versió d'entrenament.                    |
| Total helicòpters d'entrenament      | 15           |                           |                                          |                         |                                     |                                                                                 |
| Total d'aeronaus de tota classe      | ~3296        |                           |                                          |                         |                                     |                                                                                 |